# تویوتا مارک ۲ بلیت
تویوتا مارک ۲ بلیت (Toyota Mark II Blit) خودرویی است که در سال‌های ۲۰۰۲ تا ۲۰۰۷تولید شده‌است.
طراحی آن موتور جلو، توزیع نیروی پیشران، خودرو چهار چرخ محرک بوده طول آن در حالت طبیعی ۴٬۷۷۵ میلیمتر (۱۸۸٫۰ اینچ)، عرض آن در حالت طبیعی ۱٬۷۶۰ میلیمتر (۶۹ اینچ) و ارتفاع آن در حالت طبیعی ۱٬۴۸۵ میلیمتر (۵۸٫۵ اینچ) و وزن آن در حالت طبیعی ۱٬۸۸۵ کیلوگرم (۴٬۱۵۶ پوند) است. سیستم جعبه‌دندهٔ آن ۴ دنده به صورت خودکار است.

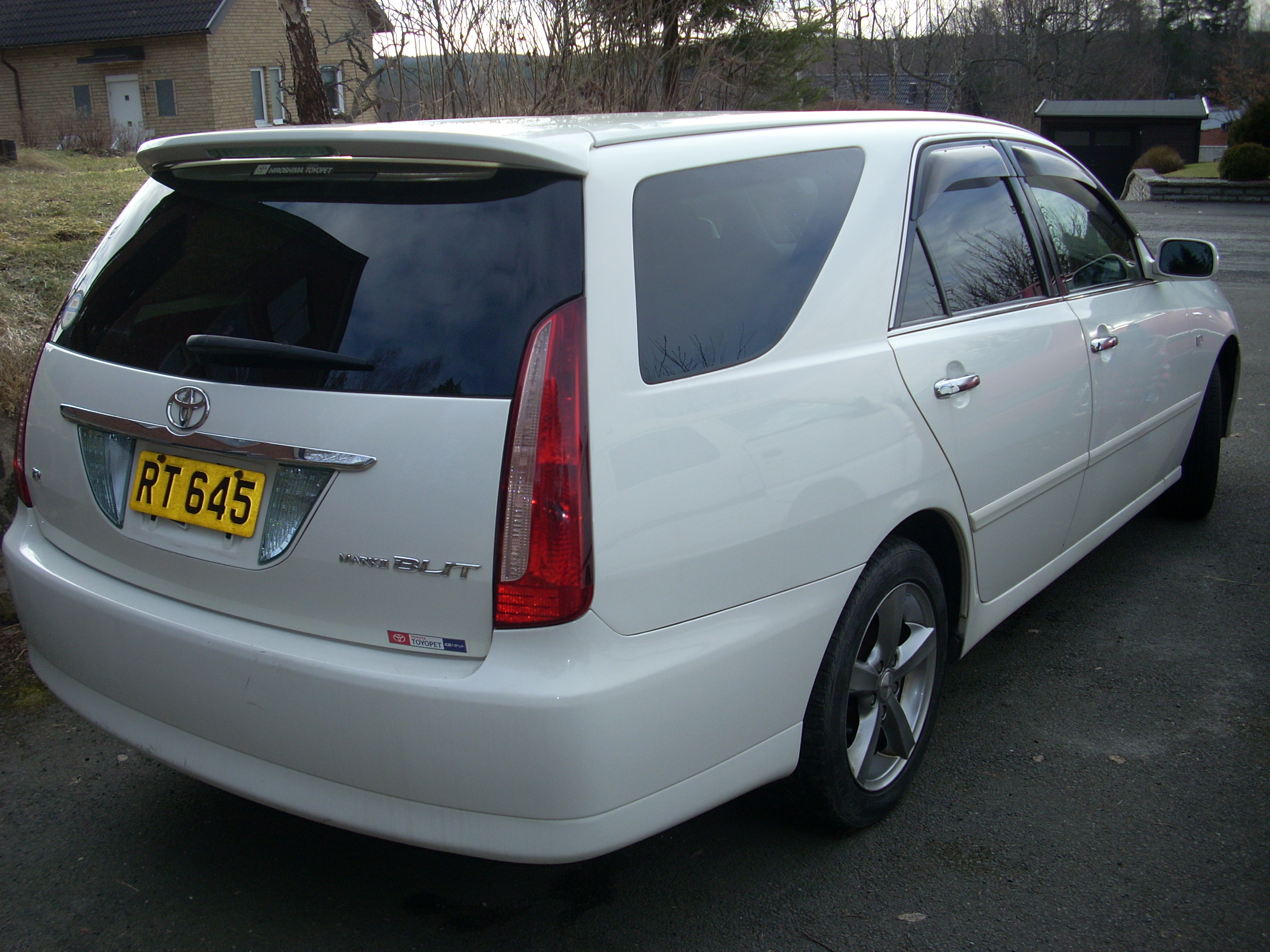
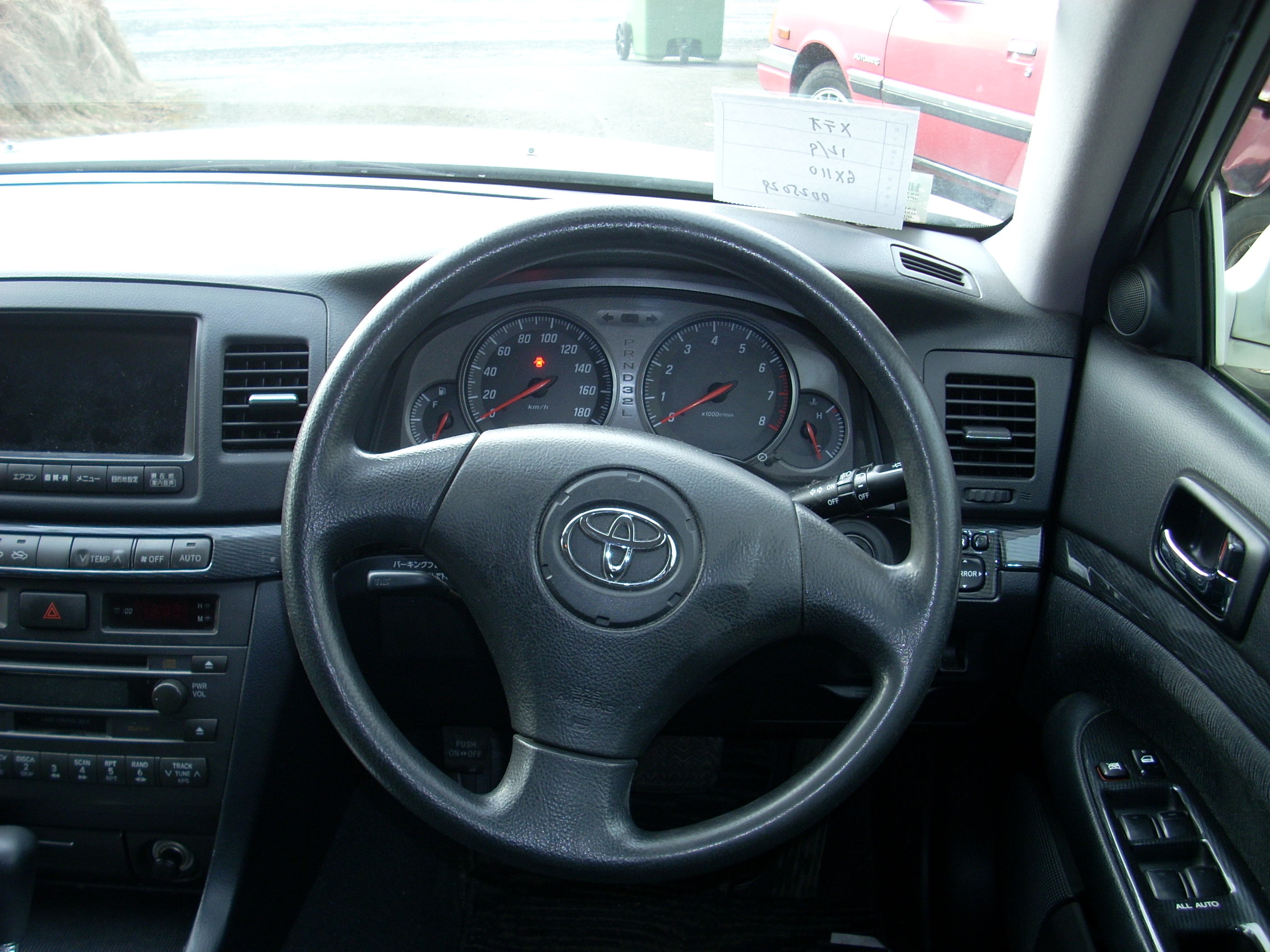